# Karl-Heinz Ruban
Karl-Heinz Ruban (* 6. Juni 1952 in Füssen) ist ein ehemaliger deutscher Eishockeyspieler, der unter anderem für den EV Füssen, Augsburger EV und Berliner SC in der Bundesliga aktiv war. Der Verteidiger wurde mit Füssen einmal Deutscher Meister.

## Karriere
Karl-Heinz Ruban begann seine Karriere beim EV Füssen, bei dem er ab der Saison 1972/73 in der Bundesliga-Mannschaft eingesetzt wurde. Mit dem Team gewann er die Deutsche Meisterschaft des Jahres 1973. Zwei Jahre später wechselte er zum EC Deilinghofen in die 2. Bundesliga. Zur Saison 1976/77 stieß er zum Augsburger EV (AEV), mit dem der Verteidiger zunächst in die 2. Bundesliga ab- und ein Jahr später wieder in die höchste deutsche Spielklasse aufstieg. Nach einem Jahr beim Berliner SC kehrte er für eine weitere Bundesliga-Spielzeiten zu seinem Heimatverein zurück. In der Saison 1980/81 wechselte er dann erneut zum inzwischen in der Oberliga spielenden AEV, mit dem ihm der Aufstieg in die 2. Bundesliga gelang, bevor er im Jahr 1981 seine Karriere beendete.
Ab 1983 gehörte er zum Trainerteam der Nachwuchsabteilung beim EV Füssen. In der Relegationsrunde der Saison 1985/86 übernahm er die Herren-Mannschaft und verhalf ihr zum Klassenerhalt in der 2. Bundesliga.

## Erfolge und Auszeichnungen
- 1973 Deutscher Meister mit dem EV Füssen
- 1978 Meister der 2. Bundesliga und Aufstieg in die Bundesliga mit dem Augsburger EV
- 1981 Meister der Oberliga und Aufstieg in die 2. Bundesliga mit dem Augsburger EV

## Karrierestatistik
(Legende zur Spielerstatistik: Sp oder GP = absolvierte Spiele; T oder G = erzielte Tore; V oder A = erzielte Assists; Pkt oder Pts = erzielte Scorerpunkte; SM oder PIM = erhaltene Strafminuten; +/− = Plus/Minus-Bilanz; PP = erzielte Überzahltore; SH = erzielte Unterzahltore; GW = erzielte Siegtore; 1 Play-downs/Relegation; Kursiv: Statistik nicht vollständig)